# Nablus-mask-like-facial-Syndrom
Das Nablus-mask-like-facial-Syndrom zählt zu den Monosomien oder Mikrodeletionssyndromen und ist eine sehr seltene angeborene Erkrankung mit den Hauptmerkmalen eines Maskengesichtes.
Synonyme sind: Mikrodeletionssyndrom 8q22.1; Monosomie 8q22.1; Chromosom 8q22.1 Deletionssyndrom.
Die Bezeichnung bezieht sich auf die Stadt Nablus in den palästinensischen Autonomiegebieten und wurde im Jahre 2000 durch den Erstbeschreiber, den Humangenetiker Ahmad S. Teebi, geprägt.

## Verbreitung
Die Häufigkeit wird mit unter 1 zu 1.000.000 angegeben. Bislang wurden vier nicht miteinander verwandte Patienten beschrieben.

## Ursache
Der Erkrankung liegt eine Mikrodeletion im oder Monosomie des Chromosom 8, Genort q22.1, zugrunde.

## Klinische Erscheinungen
Klinische Kriterien sind:
- Manifestation in der Neugeborenenzeit oder im Kleinkindalter
- Maskenartiges Gesicht mit Blepharophimose, glänzender gespannt wirkender Gesichtshaut, flacher, breiter Nase, langem Philtrum, Dysplasie der Ohrmuscheln, auffälliges Kopfhaar
- Kamptodaktylie, Gelenkkontrakturen
- Kryptorchismus

Differentialdiagnostisch abzugrenzen ist das Blepharo-Naso-Faziale Syndrom.